# 安德魯·黑斯蒂
安德魯·威廉·黑斯蒂（英語：Andrew William Hastie，1982年9月30日—）是一位澳洲政治人物，政治立場為偏保守派的澳洲自由黨。自2015年開始，他是坎寧選區選出的澳大利亚众议院的議員，曾任国会情报和安全联合委员会主席。他曾擔任空军特别部队上尉。2019年8月7日，黑斯蒂在《悉尼先驱晨报》上发表文章，认为西方误判了中國，错认为中国的经济自由会导致民主，他拿中国与第二次世界大战时的納粹德国比较。2020年12月18日獲任命為助理国防部长。